# Список замков Эдинбурга
Ниже представлен список замков в Эдинбурге и округе Сити-оф-Эдинбург, Шотландия.
| Название                                        | Тип                       | Дата постройки | Состояние     | Изображение | Владение                           | Примечания |
| ----------------------------------------------- | ------------------------- | -------------- | ------------- | ----------- | ---------------------------------- | --- |
| Замок Барнбугль (англ. Barnbougle Castle)       | рыцарская башня           | 1881           | восстановлен  |             | Граф Розбери                       | Изначальный замок построен Моубреями в XIII веке. В 1615 году продан сэру Томасу Гамильтону (позднее граф Хаддингтон). В 1662 году продан сэру Арчибальду Примроузу, лорду Каррингтон; его сын стал графом Розбери в 1703 году. К началу XIX века пришёл в упадок; реконструирован Арчибальдом Филиппом Примроузом, 5-м графом Розбери. Частная резиденция.                                                    |
| Замок Бавло (англ. Bavelaw Castle)              | укреплённый особняк       | XVI в.         | восстановлен  |             | частная собственность              | Более ранее строение во владении Брэйдов, Фэрли и Форрестеров. Построен Уолтером Дандасом. В 1628 году перешёл к Лоренсу Скотту из Харперрига, который его перестроил. Заброшен и пришёл в упадок. Восстановлен ок. 1900 года. Частная резиденция. |
| Замок Крейгкрук (англ. Craigcrook Castle)       | рыцарская башня           | начало XVII в. | сохранился    |             | частная собственность              | Земли во владении Адамсонов в 1542—1659 годах. Много раз менял владельцев. До 1815 года резиденция издателя Арчибальда Констебля, затем — Фрэнсиса Джеффри, лорда Джеффри, политика Уильяма Стерлинга и поэта Джеральда Мэсси. Расширен в XIX веке. Офисы в 1986—2004 годах. |
| Замок Крейглокхарт (англ. Craiglockhart Castle) | рыцарская башня           | XV в.          | руины         |             |                                    | Построен Локхартами из Ли. Сохранились только сводчатый первый этаж и часть второго этажа. Охраняемый объект. |
| Замок Крейгмиллар (англ. Craigmillar Castle)    | донжон с пристройками     | конец XIV в.   | руины         |             | Агентство «Историческая Шотландия» | Донжон построен феодальными баронами Престон; расширялся в XIV—XVI веках. В конце 1566 года Мария Стюарт приняла здесь решение о смещении лорда Дарнли. В 1660 году куплен судьёй сэром Джоном Гилмором и отреставрирован. Заброшен в XVIII веке и пришёл в упадок. Открыт для посещения. |
| Башня Крамонд (англ. Cramond Tower)             | рыцарская башня           | конец XV в.    | восстановлена |             | частная собственность              | Одно время часть летней резиденции епископа Данкельда. В 1622 году продан купцу Джеймсу Инглису; реконструирована. Заброшена в 1680 году и пришла в упадок. Выкуплена в 1978 году, восстановлена в 1979—1981 годах. Частная резиденция. |
| Замок Дандас (англ. Dundas Castle)              | рыцарская башня и особняк | начало XV в.   | перестроен    |             | Баронеты Стюарт-Кларк              | Земли клана Дандас с XII века до 1875 года. В начале XIX века в башне была пивоварня или винокурня; в 1818 году Уильям Берн построил рядом тюдоровский особняк. В 1899 года куплен Стюарт-Кларками. В 1990-х годах отремонтирован депутатом Европарламента сэром Джеком Стюартом-Кларком. Частная резиденция и площадка для мероприятий.                                                                       |
| Эдинбургский замок (англ. Edinburgh Castle)     | крепость                  | конец XI в.    | перестроен    |             | Шотландское правительство          | Сохранившиеся строения в основном датируются с начала XVII века. Королевская резиденция до 1633 года. Играл важную роль в Войнах за независимость Шотландии (1296—1357) и Восстании якобитов 1745 года; осаждался в 1482 и 1571—1573 годах (почти полностью разрушен артиллерией). Управляется агентством «Историческая Шотландия» и Британской армии. Место проведения Королевского парада военных оркестров. |
| Замок Инчгарви (англ. Inchgarvie Castle)        | рыцарская башня           | ок. 1513       | не сохранился |             |                                    | Остров передан Джону Дандасу из Дандаса в 1491 году. Построен Дандасами по приказу Яковом IV. В 1533 году отремонтирован. Захвачен англичанами и разрушен во время Грубого сватовства весной 1544 года. |
| Замок Лористон (англ. Lauriston Castle)         | рыцарская башня и особняк | ок. 1590       | сохранился    |             | Городской совет Эдинбурга          | Предыдущий замок разрушен в 1944 Эдуардом Сеймуром, 1-м герцогом Сомерсет. Построен отцом математика Джона Нейпира; продан отцу экономиста Джона Ло в 1683 году. Приобретён минералогом Томасом Алланом в 1823 году; особняк построен Уильямом Берном. С 1926 года на попечении государства. |
| Башня Леннокс (англ. Lennox Tower)              | рыцарская башня           | XV в.          | руины         |             |                                    | Построена Стюартами, графами Леннокс. Замок посещали Мария Стюарт, регент Мортон и Яков VI. Позднее приобретена ювелиром Джорджем Хериотом. Гравюра 1880-х годов. |
| Башня Либертон (англ. Liberton Tower)           | рыцарская башня           | ок. 1453       | восстановлена |             | частная собственность              | Построена семьёй Далмахой. Позднее во владении Форрестеров и Уильяма Литтла, проректора Эдинбурга в 1586—1591 годах. Заброшена в 1610 году и использовалась под склад. Хорошо сохранилась, отреставрирована в 1994 году. Частная резиденция. |
| Башня Мерчистон (англ. Merchiston Tower)        | рыцарская башня           | ок. 1454       | восстановлена |             | Эдинбургский университет Нейпира   | Вероятно построена сэром Александром Нейпиром (ум. ок. 1474), 2-м лэрдом Мерчистона. Место рождения математика Джона Нейпира, 8-го лэрда Мерчистона. Продан в 1659 году, много раз менял владельцев; в 1818 году выкуплен Уильямом Нейпиром, 9-м лордом Нейпир. Школа в 1833—1930 годах, ныне на территории кампуса Эдинбургского университета Нейпира.                                                        |